# Бака, Юзеф
Ю́зеф Ба́ка (пол. Józef Baka, 18 марта 1707, по другим сведениям — 1706, Новогрудок — 2 июня 1780, Варшава) — польский священник-иезуит, миссионер, поэт позднего барокко.

## Биография

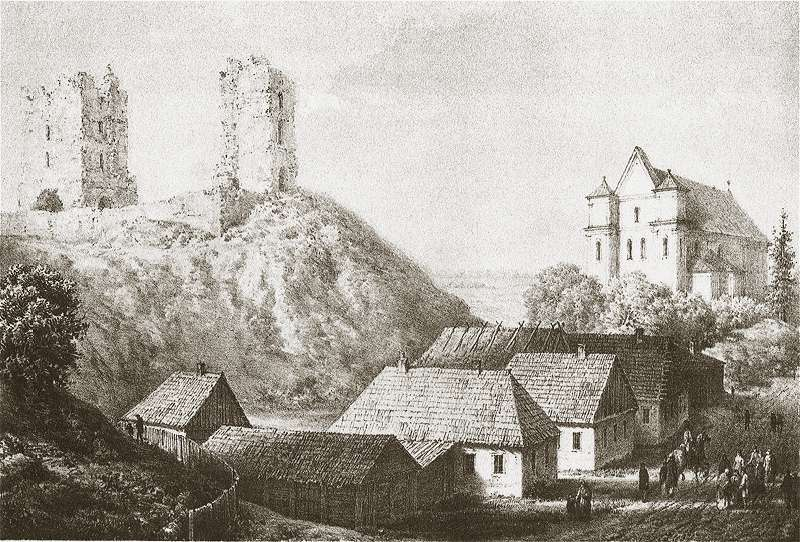
Н. Орда. Развалины Новогрудского замка

О жизни ксендза Баки известно немного, его портретов не сохранилось. Выходец из литовской шляхты.  
В 1723 году он вступил в орден иезуитов. Будучи единственным наследником скарбника минского Адама Баки, передал ордену полученные им от отца земли Слижин и Янушковичи в Борисовском повете Минского воеводства, а также 10000 польских злотых. Учился в Виленской иезуитской академии. Преподавал в различных иезуитских коллегиях в Великом княжестве Литовском. В 1735—1739 годах читал в Виленской академии риторику. Больше двадцати лет служил миссионером в Литве и Белоруссии. C 1768 года обосновался в Вильно. В 1773 году получил в своей alma mater звание доктора богословия.

## Творчество и наследие

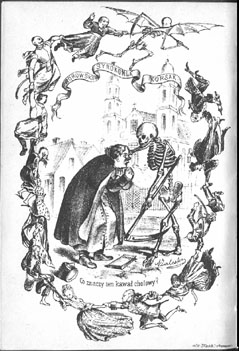
Иллюстрации из книги стихов Баки, подготовленной В. Сырокомлей (Вильно, 1855)

Выпустил несколько книг духовной прозы на латинском и польском языках: Comitia honorum Ioannis Ludovici Plater (1736), Wielki obrońca upadłej grzeszników przed Bogiem sprawy św. Jan Francziszek Regis… (1755). Издал две книги стихов Uwagi rzeczy ostatecznych i złości grzechowej и Uwagi śmierci niechybnej wszystkim pospolitej (обе — 1766). При жизни его стихи считались потешным казусом, образцом безвкусицы.  «Стихи а ля Бака» — это обозначало стихи, совершенно лишённые смысла.
Потомки решили иначе. После переиздания его стихов Владиславом Сырокомлей (1855) признание Баки с конца XIX — начала XX веков росло от десятилетия к десятилетию. Им заинтересовались поэты «Скамандра», затем — футуристы (Александр Ват) и катастрофисты (Чехович, Чеслав Милош), в более близкое время — Станислав Гроховяк, Ярослав Марек Рымкевич, посвятивший ему несколько стихотворений и эссе. Сегодня Бака — виднейший поэт позднего («сарматского») барокко на территории  Великого княжества Литовского, его стихи сближают с лирикой Джона Донна и других английских поэтов-метафизиков. Одно из новейших изданий его стихов иллюстрировал Ян Лебенштейн (2000).

## Новейшие издания
- Poezje/ Antoni Czyż; Aleksander Nawarecki, eds. Warszawa: Państwowy Instytut Wydawniczy, 1986
- Uwagi/ Antoni Czyż; Aleksander Nawarecki, eds. Lublin: Wydawnictwo Test, 2000
- Trys baroko saulėlydžio literatai: Pranciška Uršulė Radvilienė, Konstancija Benislavska, Juozapas Baka: chrestomatija. Vilnius: Vilniaus universiteto leidykla, 2003